# Gualeguaychú-Pueblo General Belgrano
Se denomina Gualeguaychú - Pueblo General Belgrano a la aglomeración urbana que se extiende entre las localidades argentinas de Gualeguaychú y Pueblo General Belgrano dentro del departamento Gualeguaychú, provincia de Entre Ríos, en las coordenadas 33°00′37″S 58°30′51″O / -33.01028, -58.51417. Pueblo General Belgrano tiene 2.000 habitantes y fue reconocido Municipio de Segunda categoría en el año 2006.

## Población
Cuenta con 75.516 habitantes, según el censo 2001. En el anterior censo contaba con 64.843 habitantes, lo que representa un incremento del 16,45%.
Es el tercer centro urbano más grande de la provincia de Entre Ríos, después del Gran Paraná y Concordia. Para 2009, su población se estima en 83.490 habitantes.
| Localidad               | Población (2010) | Población (2001) | Población (1991) | Variación Intercensal |
| ----------------------- | ---------------- | ---------------- | ---------------- | --------------------- |
| Total                   | 84.383           | 75.516           | 64.843           | 16,45%                |
| Gualeguaychú            | 81.569           | 74.167           | 64.372           | 15,21%                |
| Pueblo General Belgrano | 2.814            | 1.352            | 471              | 187,04%               |